# Manuel Ángel Álvarez
Manuel Ángel Álvarez (La Guardia, 15 de febrero de 1855-Madrid, 1 de septiembre de 1921) fue un pintor e ilustrador español. Firmaba sus obras con su primer apellido, Ángel.

## Biografía
Nació el 15 de febrero de 1855 en la localidad pontevedresa de La Guardia. Perteneciente a una familia acomodada, se inició muy joven en la pintura y a los dieciocho años ya había grabado los frescos de la iglesia de O Rosal. En Madrid estudió en la Escuela Especial de Pintura, Escultura y Grabado, perfeccionando en 1873 su aprendizaje como copista en el Museo del Prado, y entre 1873 y 1875 estudió en la Academia de San Fernando; en ese último año emigró a La Habana, donde residía un hermano suyo. Allí trabajó como ilustrador de la revista La Ilustración Gallega y Asturiana y se inició en el paisaje y los temas históricos, alcanzando un altísimo reconocimiento en especial como retratista; algunos de sus cuadros, como Reclusa o Violación, llegaron a venderse por 1.125 pesetas.

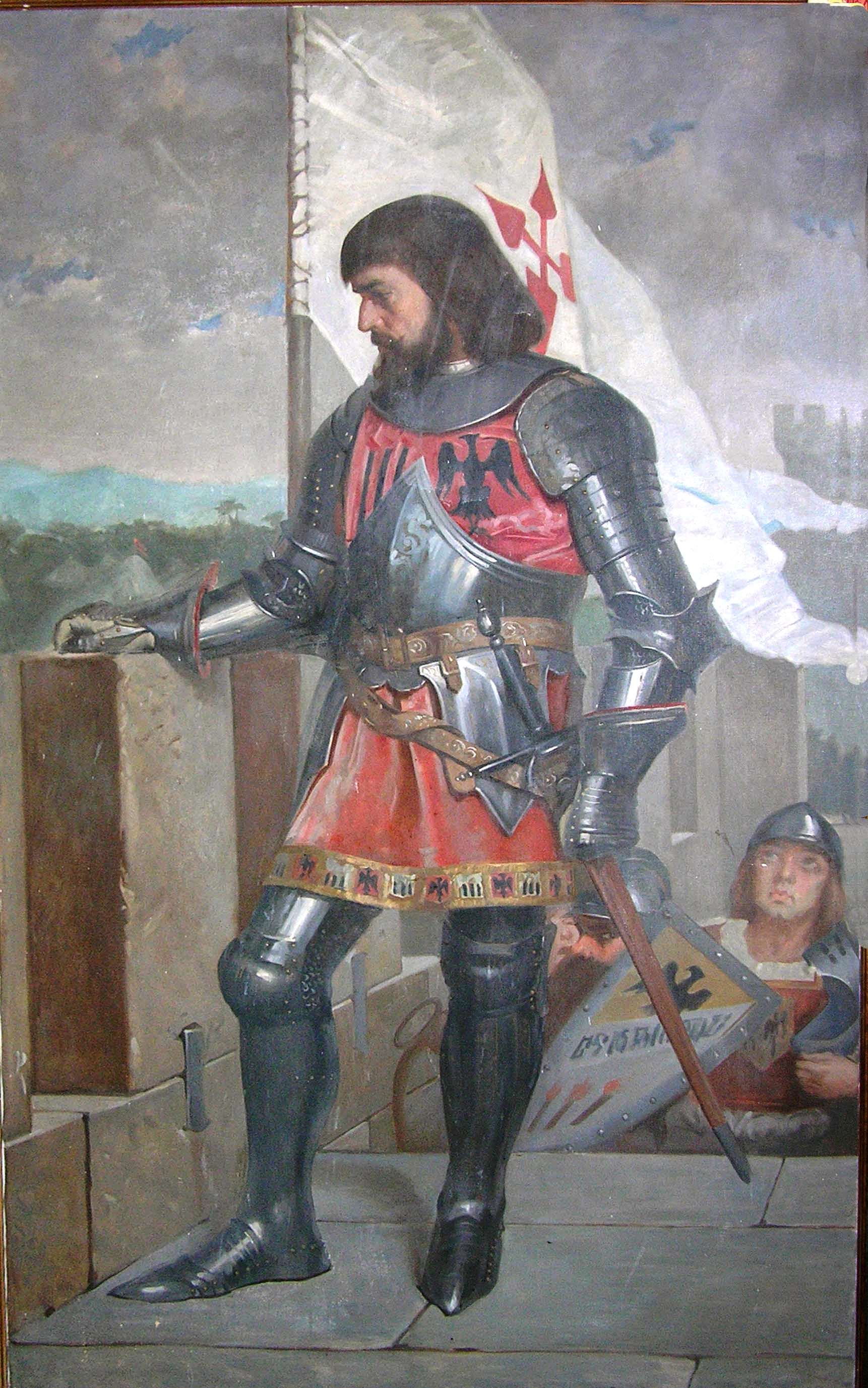
Pardo de Cela, óleo de 1883.

Pintó el gran salón del Centro Gallego de La Habana y, después de haber pasado por Puerto Rico, regresó a España en 1881 con dos proyectos: concurrir a la Exposición Nacional de ese año con su obra Doña Leonor Téllez, reina de Portugal, prisionera en el convento de Tordesillas y presentar, el año siguiente, a la Exposición del Ministerio de Ultramar su obra El Mariscal Pedro Pardo de Cela. La prensa le dedicó grandes elogios y lo denominó "El pintor de la Historia", título con el que fue conocido posteriormente. Donó a la Diputación de Pontevedra el óleo de El mariscal a cambio de una beca de 1000 pesetas para realizar estudios en Madrid y Florencia. Y años después pidió que estuviera presente en la Exposición Regional de Lugo de 1896. Fue la única vez que el cuadro salió del Pazo Provincial de Pontevedra.
En Madrid tenía su estudio en la céntrica Plaza de Santa Catalina de los Donados. Estuvo en 1882 en la Exposición Artística del Salón del periódico El Globo con Una reclusa y Una chula y participó también en la Exposición Nacional de 1884 con Coquetería y en 1887 con Un juicio de Dios. Fue galardonado con menciones honoríficas en las Exposiciones Nacionales de 1897 y 1912, y presentó en la edición de 1915 los cuadros Retrato de la señorita doña Virginia Portilla y los dibujos Ilustraciones. Fue miembro de la Asociación de la Prensa y colaborador gráfico de varios periódicos como Nuevo Mundo, El Liberal y La Ilustración Nacional. También trabajó como ilustrador para la Editorial Calleja, destacando en especial sus trabajos para El Ingenioso Hidalgo Don Quijote de la Mancha (muy reimpreso) y España y su historia: álbum gráfico de los hechos más notables (1913) entre otros; murió en Madrid en 1921.